# Attribution des fréquences
Pour les articles homonymes, voir fréquence (homonymie).
 (août 2015).
L'attribution des fréquences est l'ensemble des mécanismes qui permettent de définir comment sont réparties les fréquences radio entre les différents acteurs. L'enjeu principal est d'éviter les interférences entre les émetteurs.

## Aspects techniques
En réalité ce ne sont pas des fréquences exactes qui sont distribuées mais des canaux : le spectre des fréquences est divisé en intervalles dont la largeur dépend de l'usage choisi.

## Description allotissement et attribution

Région 1 - Europe, l'ouest du Moyen-Orient, Afrique, le nord de l'Asie.
Région 2 - Amériques et au Groenland.
Région 3 - Océanie et la plupart de l'Asie, Australie, des îles du Pacifique, plus Hawaï.

Différence élémentaire entre attribution, allotissement, assignation, services affectataires des fréquences radioélectrique.
| Répartition des bandes de fréquences | langue française        | langue anglaise          |
| --- | ----------------------- | ------------------------ |
| Les bandes sont attribuées par l'UIT à des services affectataires                                                                                                   | attribution (attribuer) | allocation (to allocate) |
| Allotissement de fréquences à des zones ou des pays exemple: France métropolitaine, Départements d’outre-mer, Collectivités d’outre-mer, Régions 1, 2, 3, zone CEPT | allotissement (allotir) | allotment (to allot)     |
| Les services affectataires assignent des fréquences à leurs stations radios utilisatrices                                                                           | assignation (assigner)  | assignment (to assign)   |

## Aspects légaux
L'Union internationale des télécommunications est l'un des organismes qui s'occupent de l'attribution; donc d'attribuer des bandes de fréquences aux différents services ayant le statut d'affectataires.

### Liste des affectataires en France

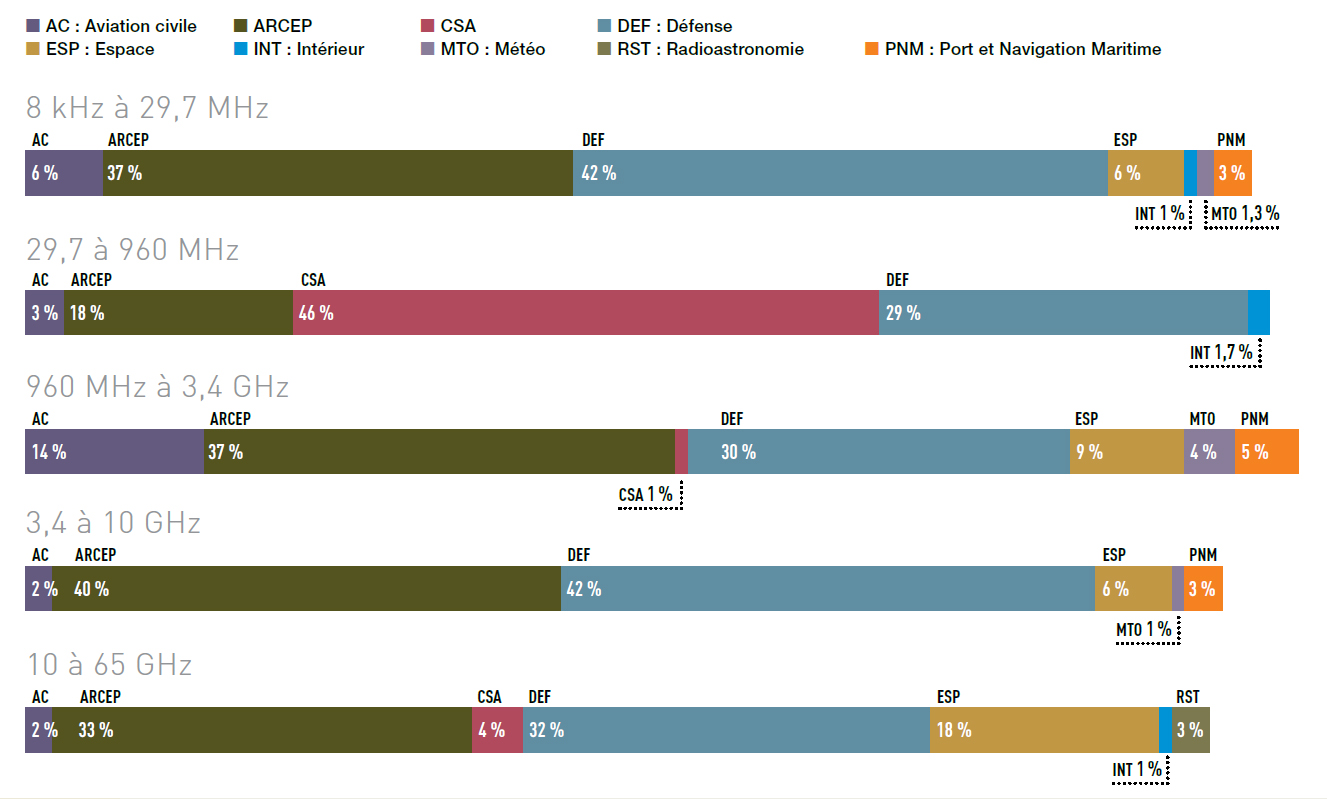
Répartition du spectre radioélectrique entre les affectataires en France.

Nom des affectataires en France :       
- AC Administration de l’aviation civile[3],[4],[5]
- ARCEP Autorité de régulation des communications électroniques et des postes[6]
- CSA Conseil supérieur de l’audiovisuel[7]
- DEF Ministère de la défense
- ESP Espace
- HCR Haut-commissaire de la République, administrateur supérieur dans les COM
- INT Ministère de l’intérieur
- MTO Administration de la météorologie
- PNM Administration des ports et de la navigation maritime
- RST Ministère de la recherche pour la radioastronomie
- TTOM Télécommunications dans les territoires d’outre-mer
 (collectivités d’outre-mer) en région 3

## Modèle théorique associé
Le problème de l'attribution de fréquence dans un réseau local est parfois décrit comme un problème de coloration : on définit un graphe dont les sommets sont les émetteurs, et deux émetteurs sont reliés s'ils sont assez proches pour interférer. On cherche alors à avoir le nombre minimum de couleurs tel que chaque émetteur a une couleur, représentant une fréquence d'émission, et deux émetteurs reliés n'ont pas la même couleur.

## Coordination aux frontières
L’ANFR, en lien étroit avec les affectataires, prépare les positions françaises dans les négociations des accords de coordination aux frontières avec les pays voisins. Elle conduit ces négociations et signe les accords. Ensuite, elle les met en œuvre en traitant les demandes de coordination entrantes et sortantes avec les pays concernés, en relation étroite avec les affectataires.

### Pour la France
- tableau national de répartition des bandes de fréquences
- Page fréquences de l'Autorité de régulation des communications électroniques et des postes
- Page d'accueil de l'agence nationale des fréquences.